# Eduard Korallus
Eduard Korallus (* 1861 in Bilderweitschen, Ostpreußen; † 1945 in Potsdam) war ein deutscher evangelischer Pfarrer.
Korallus studierte evangelische Theologie an der Albertus-Universität Königsberg. Danach war er Pfarrer an der Kirche Bischofstein (polnisch Bisztynek) und in Mohrungen (polnisch Morąg). Von 1900 bis 1933 war er Seelsorger der Tragheimer Kirche in Königsberg. Er befasste sich mit Kirchenkunst und schrieb die Geschichte seiner Gemeinde.
Wegen seiner erfolgreichen Arbeit im Verein für religiöse Kunst ernannte ihn die Theologische Fakultät der Albertina zum Ehrendoktor. Als die Schlacht um Ostpreußen entbrannte, musste er Königsberg mit 83 Jahren verlassen. Er hinterließ zwei Söhne.